# Lamborghini Jalpa
Lamborghini Jalpa (izgovor na španjolskom: "halpa") model je automobila talijanskog proizvođača Lamborghinija, koji se proizvodio od 1981. do 1988. godine. Naziv Jalpa potječe od poznate pasmine borbenih bikova. Ferruccio Lamborghini bio je po horoskopu bik i volio je bikove, pa su mnogi njegovi modeli dobili imena vezana uz borbe bikova.   
Jalpa je razvijena od ranijeg modela, Lamborghini Silhouette. Bila je mnogo uspješniji model od svojeg prethodnika, jer je proizvedeno ukupno 410 primjeraka. Namijenjena je da popuni mjesto "jeftinijeg" Lamborghinija (od tadašnjeg modela Countach).
Umjesto V12 motora, Jalpa je imala 3,5 litreni V8 motor koji je razvijao 255 konjskih snaga. Službena najveća brzina Jalpe bila je 234 km/h (146 mph) iako postoje tvrdnje o većim brzinama. Težina Jalpe s popunjenim tankovima iznosila je 1.507 kg (3.322 lb). Vanjski izgled je dizajnirao Bertone.
Za razliku od Countacha, Jalpu je bilo mnogo lakše voziti, zbog bolje vidljivosti i zbog bolje upravljivosti u gustom prometu pri malim brzinama. Noću su pri vožnji vozača ometale mnoge unutarnje svjetlosne refleksije.
Originalni plastični dijelovi (odbojnici, usisnici zraka i poklopac motora) bili su crni, a auto je sa Silhouette preuzeo četvertasta stražnja svjetla. Godine 1984. plastični dijelovi su obojani u boju vozila i ugrađena su okrugla stražnja svijetla.
Godine 1988. nakon pada prodaje, novi je vlasnik Chrysler prekinuo proizvodnju.

## Vanjske poveznice
- Povijest Jalpe  Arhivirana inačica izvorne stranice od 9. lipnja 2012. (Wayback Machine) (engl.)
- Specifikacije automobila  Arhivirana inačica izvorne stranice od 9. lipnja 2012. (Wayback Machine) (engl.)
- Neslužbena stranica (engl.)

### Ostali projekti
|  | Zajednički poslužitelj ima još gradiva o temi Lamborghini Jalpa |